# Pont de l'Alleud
Le pont de l'Alleud est le plus grand pont en pierre sur la Loire, il est situé dans le département de Maine-et-Loire.

## Histoire
L’Alleud, au Moyen Âge était un petit bourg avec auberges, pressoir, four banal, basse justice, et même plus tard une prison et une école. Le village a été transformé au XIXe siècle par la traversée de la ligne Angers-Nantes puis celle de Angers-Niort via Cholet. Celle-ci nécessita la construction de 1879 à 1880 d’un très grand pont en pierre.
Les travaux de construction ont été commencés en 1863 et 30 mois plus tard, en septembre 1866, la ligne de chemin de fer d’Angers à Niort a été inaugurée officiellement. La longueur totale du pont est de plus de 600 mètres et la hauteur des courbes de plus de 10 mètres, ce qui avait été imposé par l’administration pour permettre aux bateaux à vapeur de circuler dans la basse Loire, entre Nantes et Angers.
Il se compose de 17 grandes arches de 30 mètres d’ouverture. Le pont avait été établi à l’origine pour deux voies de chemin de fer, mais en 1866 les premiers trains passaient sur une voie unique. Plus tard, on se servit de la deuxième voie pour y faire circuler "Le Petit Anjou" (petit train à vapeur départemental).
Jusqu’à la Seconde Guerre mondiale, le pont subit les eaux tumultueuses, les crues et plus rarement les glaces qui ne lui causèrent aucun dommage. Mais en juin 1940 l’armée française fit sauter quelques arches pour ralentir les troupes ennemies. En septembre de la même année la reconstruction commença pour se terminer en janvier 1942. En 1944, les Alliés coupèrent les principales voies de communication pour gêner l’ennemi. Le pont de l’Alleud en fit les frais : sept bombardements en juin et juillet 1944. Les travaux de reconstruction durèrent 21 mois pour aboutir au pont que nous connaissons actuellement.

## Galerie

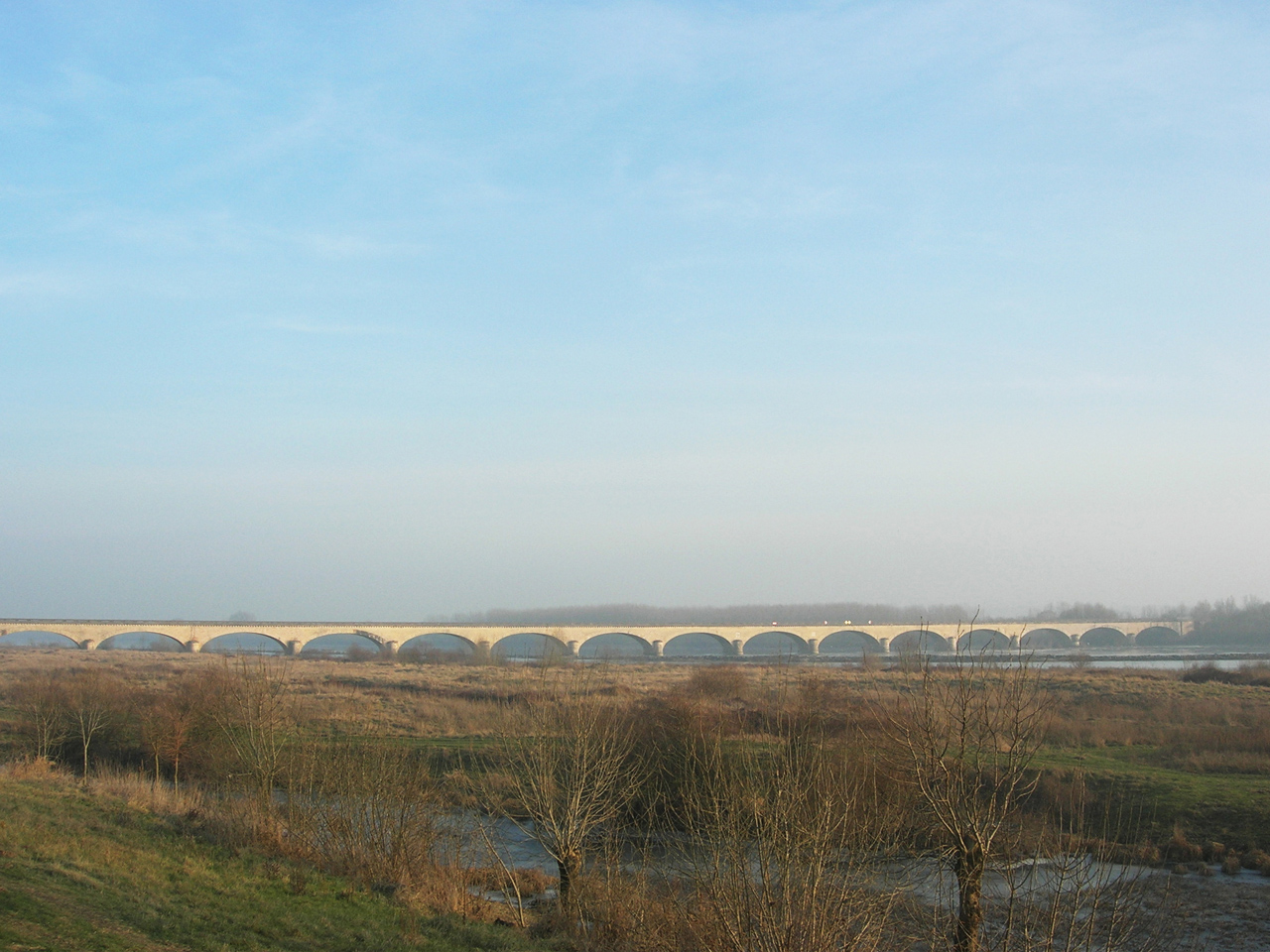
Vue générale.
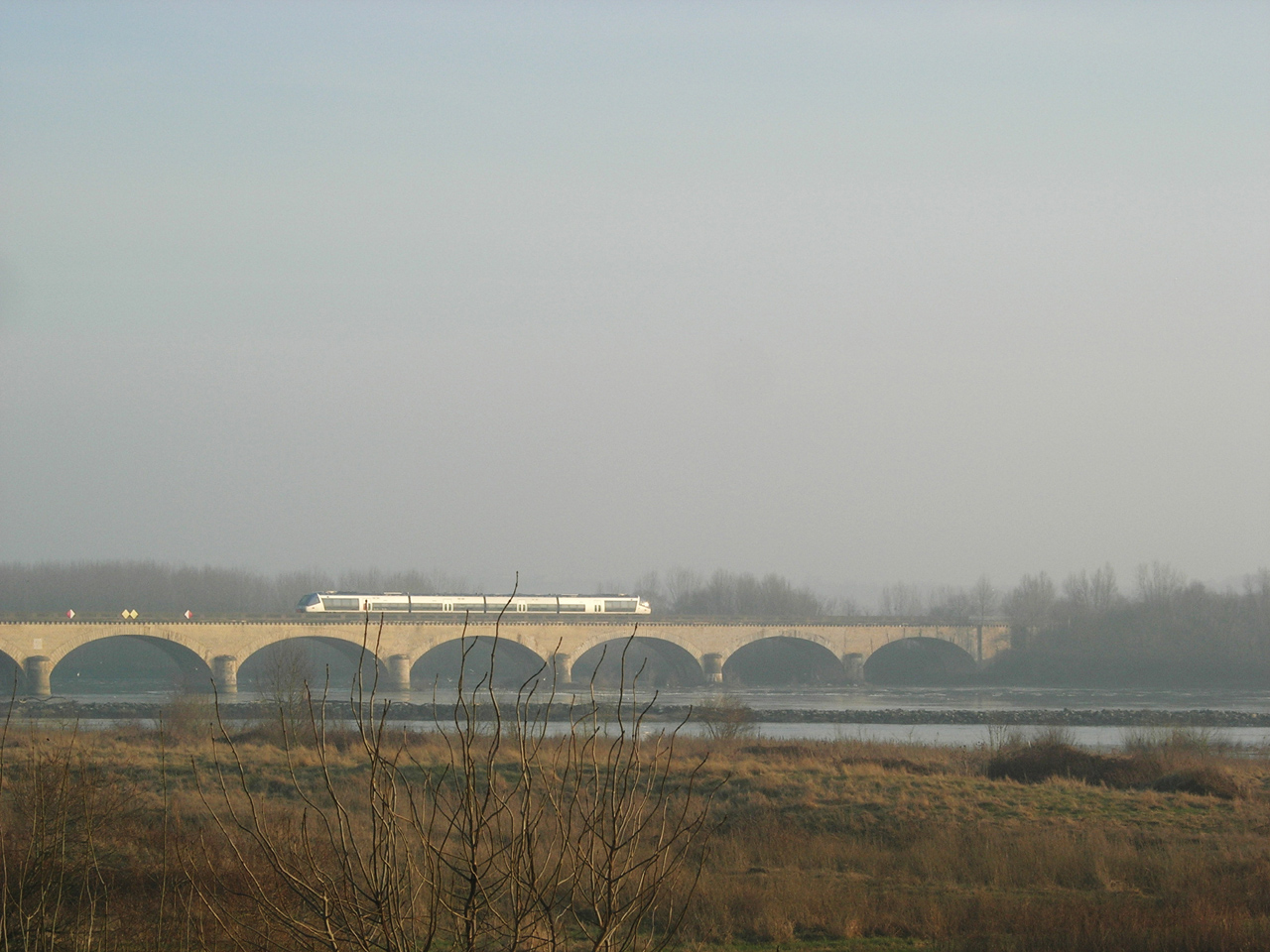